# ده روز آخر
ده روز آخر (آلمانی: Der letzte Akt) یک فیلم در ژانر زندگی‌نامه‌ای و درام به کارگردانی گئورگ ویلهلم پابست است که در سال ۱۹۵۵ منتشر شد. از بازیگران آن می‌توان به اسکار ورنر اشاره کرد.